# Avrigney-Virey
Avrigney-Virey är en kommun i departementet Haute-Saône i regionen Bourgogne-Franche-Comté i östra Frankrike. Kommunen ligger i kantonen Marnay som tillhör arrondissementet Vesoul. År 2022 hade Avrigney-Virey 425 invånare.

## Befolkningsutveckling
Antalet invånare i kommunen Avrigney-Virey
| Referens: INSEE |